# Corythalia chalcea
Corythalia chalcea är en spindelart som beskrevs av Jocelyn Crane 1948.
Corythalia chalcea ingår i släktet Corythalia och familjen hoppspindlar. Inga underarter finns listade i Catalogue of Life.